# Вобаш (округ, Індіана)
Шаблон:StateAbbr_ 40°51′ пн. ш. 85°47′ зх. д. / 40.85° пн. ш. 85.79° зх. д.
Округ  Вобаш (англ. Wabash County) — округ (графство) у штаті  Індіана, США. Ідентифікатор округу 18169.

## Історія
Округ утворений 1832 року.

## Демографія
За даними перепису 
2000 року 
загальне населення округу становило 34960 осіб, зокрема міського населення було 18164, а сільського — 16796.
Серед мешканців округу чоловіків було 16957, а жінок — 18003. В окрузі було 13215 домогосподарств, 9393 родин, які мешкали в 14034 будинках.
Середній розмір родини становив 2,97.
Віковий розподіл населення поданий у таблиці:
| Стать    | До 15 років | 15-21 | 22-29 | 30-39 | 40-49 | 50-65 | 65-85 | Понад 85 |
| -------- | ----------- | ----- | ----- | ----- | ----- | ----- | ----- | -------- |
| Чоловіки | 3576        | 2012  | 1655  | 2265  | 2489  | 2772  | 1951  | 237      |
| Жінки    | 3348        | 2018  | 1579  | 2308  | 2587  | 2865  | 2672  | 626      |

## Суміжні округи
- Косцюшко — північ
- Вітлі — північний схід
- Гантінгтон — схід
- Грант — південь
- Маямі — захід
- Фултон — північний захід

## Виноски
1. ↑  U.S. Decennial Census. United States Census Bureau. Архів оригіналу за 19 липня 2018. Процитовано 10 липня 2014.
2. ↑  Historical Census Browser. University of Virginia Library. Архів оригіналу за 11 серпня 2012. Процитовано 10 липня 2014.
3. ↑  Population of Counties by Decennial Census: 1900 to 1990. United States Census Bureau. Архів оригіналу за 4 жовтня 2014. Процитовано 10 липня 2014.
4. ↑  Census 2000 PHC-T-4. Ranking Tables for Counties: 1990 and 2000 (PDF). United States Census Bureau. Архів оригіналу (PDF) за 18 грудня 2014. Процитовано 10 липня 2014.
5. ↑  Wabash County QuickFacts. Бюро перепису населення США. Архів оригіналу за 19 жовтня 2011. Процитовано 25 вересня 2011.(англ.) Наведено за англійською вікіпедією.
6. ↑  American FactFinder. Бюро перепису населення США. Архів оригіналу за 26 лютого 2012. Процитовано 31 січня 2008.

| США | Це незавершена стаття з географії США. Ви можете допомогти проєкту, виправивши або дописавши її. |